# Koranen gendigtet
Koranen gendigtet er en gendigtning af Koranen der udkom i Danmark i 2009. Forfatteren Kåre Bluitgen har på baggrund af sin egen nyoversættelse gendigtet Koranen, hvilket er første gang nogensinde . I Koranens tekst er de mest berømte muslimske lærdes fortolkninger af Koranen indskrevet, så Koranen i sin gendigtede form fremstår som en fortløbende prosafortælling. Ligeledes er de muslimske traditioner, der er forbundet med så godt som hvert eneste vers i Koranen, her vævet ind i den fortløbende tekst med det formål, at muslimernes hellige bog kan læses og forstås også af læseren uden forudsætninger.